# Rolls-Royce Trent XWB
Rolls-Royce Trent XWB er en britisk serie af turbofan jetmotorer udviklet af Rolls-Royce. Motoren driver udelukkende passagerflyet Airbus A350 og er udviklet fra Rolls-Royce Trent 1000. Den første motortest blev lavet den 14. juni 2010. Dens listepris er ca. US$35 millioner (229 millioner kr.).